# Protópappas
Protópappas, en grec moderne : Πρωτόπαππας, est un village du dème de Zítsa, district régional d'Ioánnina, en Épire, Grèce.
Selon le recensement de 2011, la population du village compte 342 habitants.